# Bitwa pod Rusokastro
Bitwa pod Rusokastro – starcie zbrojne, które miało miejsce w roku 1332 w trakcie walk bułgarsko-bizantyjskich.
W roku 1332 cesarz bizantyjski Andronik III wtargnął do Bułgarii, próbując wyprzeć Bułgarów z Tracji. Car Iwan Aleksander dysponujący niewielkimi siłami podjął się mediacji z Andronikiem, oferując mu miasto Anchialos. W trakcie przeciągających się rozmów car ściągał wojska bułgarskie oraz tatarskie, które zebrały się przy twierdzy Rusokastro na południe od Starej Płaniny, gdzie stacjonowały wojska bizantyjskie. Dnia 18 lipca 1332 r. pod twierdzą doszło do bitwy z armią bizantyjską. Starcie zakończyło się zwycięstwem armii bułgarskiej i odwrotem sił Andronika.
- Pomnik poświęcony bitwie

## Literatura
- Zygmunt Ryniewicz: Leksykon bitew świata, wyd. Almapress, Warszawa 2004.